# 安部幸明
安部 幸明（あべ こうめい、1911年9月1日 - 2006年12月28日）は日本の作曲家。

## 経歴
広島県広島市の軍人の家庭に生まれる。中学のころから音楽に興味を持ち始め、1929年（昭和4年）に東京音楽学校に入学してチェロを専攻。チェロをハインリヒ・ヴェルクマイスターに師事するも、やがてプリングスハイムに作曲を、ローゼンストックに指揮を学ぶ。1936年（昭和11年）新興作曲家連盟に参加。同年末服部正が創設したコンセール・ポピュレール（後の青年日本交響楽団）に、チェロ奏者として参加している。1939年に「チェロ協奏曲」でワインガルトナー賞一等賞を獲得し、深井史郎・山田一雄・小倉朗らと同人「プロメテ」を設立。
終戦で除隊後も旺盛な作曲活動を続け平尾貴四男や高田三郎らで「地人会」を結成。伝統的な作風の新古典主義的な作曲家の1人であった。2つの交響曲と15の弦楽四重奏曲をはじめ、多くの室内楽曲や歌曲などを書いた。また、教授を務めた京都市立芸術大学、エリザベト音楽大学ほかで指導にあたり多くの後進を育てた。広島交響楽団の常任指揮者を務めるなど、広島の音楽界の草分けとしても知られた。1958年に芸術選奨文部大臣賞受賞、1960年に芸術祭 (文化庁)奨励賞受賞、1985年に勲三等瑞宝章受章。2006年12月28日午前9時、心不全のため東京都練馬区の老人ホームで死去。95歳。死後、従四位に叙された。

## 主要作品

### 管弦楽曲
- オーケストラのための主題と変奏曲（1936年）
- オーケストラのための小組曲（1936年）
- チェロ協奏曲（1937年）―ワインガルトナー賞１等賞受賞
- ピアノとオーケストラのためのパストラール（1945年）
- 喜遊曲―アルトサキソフォーンとオーケストラのための（1960年）
- 交響曲第1番（1957年） Symphony
- 交響曲第2番（1960年）
- オーケストラのためのセレナーデ（1963年）
- シンフォニエッタ （1964年） Sinfonietta
- 弦楽合奏のためのピッコラ・シンフォニア（1985年） Piccola sinfonia

### 吹奏楽曲
- 南十字星下を行く（1942年）
- 行進曲「あふれる元気」 March "Virgo! it's wonderful"

### 室内楽曲
- 弦楽四重奏曲第1番（1935年）
- 弦楽四重奏曲第2番（1936年）
- 弦楽四重奏曲第3番（1939年）
- フルートとピアノのためのソナタ第1番（1942年） Sonata no. 1 for flute and piano
- クラリネット五重奏曲（1942年）
- 弦楽四重奏曲第4番（1943年）
- 弦楽四重奏曲第5番（1946年）
- 弦楽四重奏曲第6番（1948年）
- フルートとピアノのためのソナタ第2番（1949年）
- 弦楽四重奏曲第7番（1950年）
- アルトサクソホーンとピアノのための嬉遊曲（1951年） Divertimento for alto saxophone & piano
- 弦楽四重奏曲第8番（1952年）
- 9楽器のための喜遊曲（1954年）
- 弦楽四重奏曲第9番（1955年）
- 六重奏曲（1964年）
- 弦楽四重奏曲第10番（1979年）
- 弦楽四重奏曲第11番（1983年）
- 弦楽四重奏曲第12番（1989年）
- 弦楽四重奏曲第13番 - 紛失
- 弦楽四重奏曲第14番（1991年）
- 弦楽四重奏曲第15番（1993年）

### 独奏曲
- こどものための3つのソナチネ（1972年） 3 sonatinas for children
- やさしいこどものピアノ曲集「夢の世界」（1986年） Easy piano pieces for children "Dreamland"

### 独唱曲
（）内の人物は作詩。
- 春の宵（加藤泰三）
- 時無草（室生犀星）
- 朱の小箱（室生犀星）
- かけす（藪田義雄）
- ナズナに寄せて（江間章子）
- 風の行方（柏木隆雄）
- 馬鈴薯畑で（小黒恵子）

### 合唱曲
- 吹雪（相馬御風）
- 回転木馬（佐藤富子）

### 校歌
- 広島市立舟入高等学校校歌
- 東京都立武蔵丘高等学校校歌
- 京都市立洛北中学校校歌
- 呉市立阿賀中学校校歌

### その他
- 皇宮警察歌（白岩晃）